# Кудбиев, Шерзод Давлятович
Кудбиев Шерзод Давлятович (род. 1981, Фергана) — председатель Налогового комитета при Кабинете министров Республики Узбекистан (с августа 2023 года), министр экономики и финансов Республики Узбекистан (январь - август 2023 года), председатель государственного налогового комитета Республики Узбекистан (2020-2022), советник Президента Республики Узбекистан по вопросам государственной службы и взаимодействия с представительными органами власти (2019-2020), министр занятости и трудовых отношений (2018-2019).

## Биография
Кудбиев Шерзод Давлятович родился в 1981 году в городе Фергана. По другим данным из Риштана Ферганской области По специальности экономист, окончил бакалавриат и магистратуру в Ферганском политехническом институте.

### Карьера
В Ферганском политехническом институте
- 1996—2000 гг. — студент бакалавриата;
- 2000—2002 гг. — студент магистратуры;
- 2002—2003 гг. — ассистент кафедры «Финансы»;
- 2003—2004 гг. — ассистент кафедры «Экономика»;
- 2004—2006 гг. — ассистент кафедры «Бухгалтерия и аудит»;
- 2006—2007 гг. — старший преподаватель кафедры «Бухгалтерия и аудит»;

В Министерстве занятости и социальной защиты Узбекистана
- 2007—2008 гг. — старший специалист управления эффективного и целевого использования средств Фонда содействия занятости при министерстве;
- 2008—2009 гг. — заместитель управляющего управления методологии оплаты труда министерства;
- 2009—2010 гг. — заместитель управляющего управления занятости и анализа рынка труда министерства;

Дальнейшая карьера
- 2010—2012 гг. — ведущий и старший специалист Сводного информационно-аналитического департамента по вопросам макроэкономического развития, структурного изменения в экономике и комплексного развития территорий Кабинета Министров Узбекистан;
- 2012—2015 гг. — директор Республиканского научного центра занятости, охраны труда и социальной защиты населения;
- 2015—2016 гг. — заместитель заведующего Сводного информационно-аналитического департамента по вопросам макроэкономического развития, структурного преобразования, привлечения инвестиций и комплексного развития территорий Кабинета Министров Узбекистана;
- 2016—2018 гг. — хоким Мирзо-Улугбекского района Ташкента.[2]
- 2018—30 августа 2019 года — министр занятости и трудовых отношений Республики Узбекистан[3][4].
- 30 августа 2019 года по 13 мая 2020 года — советник Президента Республики Узбекистан по вопросам государственной службы и взаимодействия с представительными органами власти[4].
- С 13 мая 2020 года - Председатель государственного налогового комитета Республики Узбекистан[5].